# Jana Šulcová (herečka)
Jana Šulcová (12. února 1947 Praha – 28. července 2023 Praha) byla česká herečka.

## Život
Vystudovala gymnázium a po absolutoriu DAMU byla dlouholetou členkou hereckého souboru Městských divadel pražských (1969–1992). Od roku 1998 vystupovala s divadelním souborem Háta a hostovala v Divadle Bez zábradlí. Se svým bývalým manželem hercem Oldřichem Víznerem měla dvě dcery (Tereza, * 1972 a Rozálie, * 1975), rozvedli se v roce 1988. Zemřela náhle 28. července 2023 ve svém domě v Praze na Veleslavíně, podle prvotních informací bylo příčinou smrti selhání srdce.

## Divadelní role (výběr)
- 1971 Ugo Betti: Zločin na Kozím ostrově, Dcera, Divadlo Komedie, režie Ota Ornest
- 2016 vystupovala v komediích Lháři (autor N. Anthony) a Velký holky nepláčou (autor N. Simon).[5]

## Film
Mezi její nejznámější filmové role patří účinkování ve známém komediálním snímku Marie Poledňákové S tebou mě baví svět, Kotva u přívozu či v televizním seriálu Nejmladší z rodu Hamrů.
V pořadu Po stopách hvězd z roku 2008 režisér František Filip ocenil její účinkování v televizním seriálu Byl jednou jeden dům (1974), po boku hereckých osobností jako Dana Medřická nebo Karel Höger. Janě Šulcové bylo 26 let.
- 1968 Spalovač mrtvol
- 1970 Partie krásného dragouna
- 1970 Dlouhá bílá nit
- 1971 Kráska a zvíře
- 1972 Smrt si vybírá
- 1980 Kotva u přívozu
- 1982 S tebou mě baví svět
- 1984 Oldřich a Božena – role: Juta
- 2010 Bastardi
- 2010 Doktor od jezera hrochů
- 2010 Občanský průkaz
- 2015 Kobry a užovky
- 2019 Cena za štěstí
- 2020 Daria (film)

## Televize
- 1968 Hříšní lidé města pražského (TV seriál)
- 1974 Byl jednou jeden dům (TV seriál)
- 1975 Nejmladší z rodu Hamrů (TV seriál)
- 1976 Vedlejší cesta (TV film) – role: manželka Ivana
- 1977 Tajemství proutěného košíku (TV seriál)
- 1980 Kotva u přívozu
- 1981 Přicházejí bosí (TV cyklus her) – role: Ing. Helena Babická (2. díl: Nezralost)
- 1984 My všichni školou povinní (TV seriál)
- 1988 Cirkus Humberto (TV seriál)
- 1989 Dobrodružství kriminalistiky (TV seriál)
- 2006 Horákovi (TV seriál)
- 2010–2013 Vyprávěj (TV seriál)
- 2015 Doktor Martin (TV seriál)
- 2017 Trpaslík (TV seriál)
- 2018 Vzteklina (TV seriál)